# Тернейский район
Терне́йский райо́н — административно-территориальная единица (район) в Приморском крае России. В рамках организации местного самоуправления ему соответствует муниципальное образование Тернейский муниципальный округ (с 2004 до 2020 гг. — муниципальный район).
Административный центр — посёлок Терней.

## География
Расположен на северо-востоке региона, на побережье Японского моря. Крупнейший по территории район края: площадь — 27 730 км², что немногим превышает площадь Северной Македонии. От мыса Грозный на юге до истоков реки Дагды на севере, район протянулся на 467 км при максимальной ширине 103 км. Район граничит на севере с Хабаровским краем, на западе с Пожарским, Красноармейским районами и Дальнегорским городским округом, на востоке омывается Японским морем.

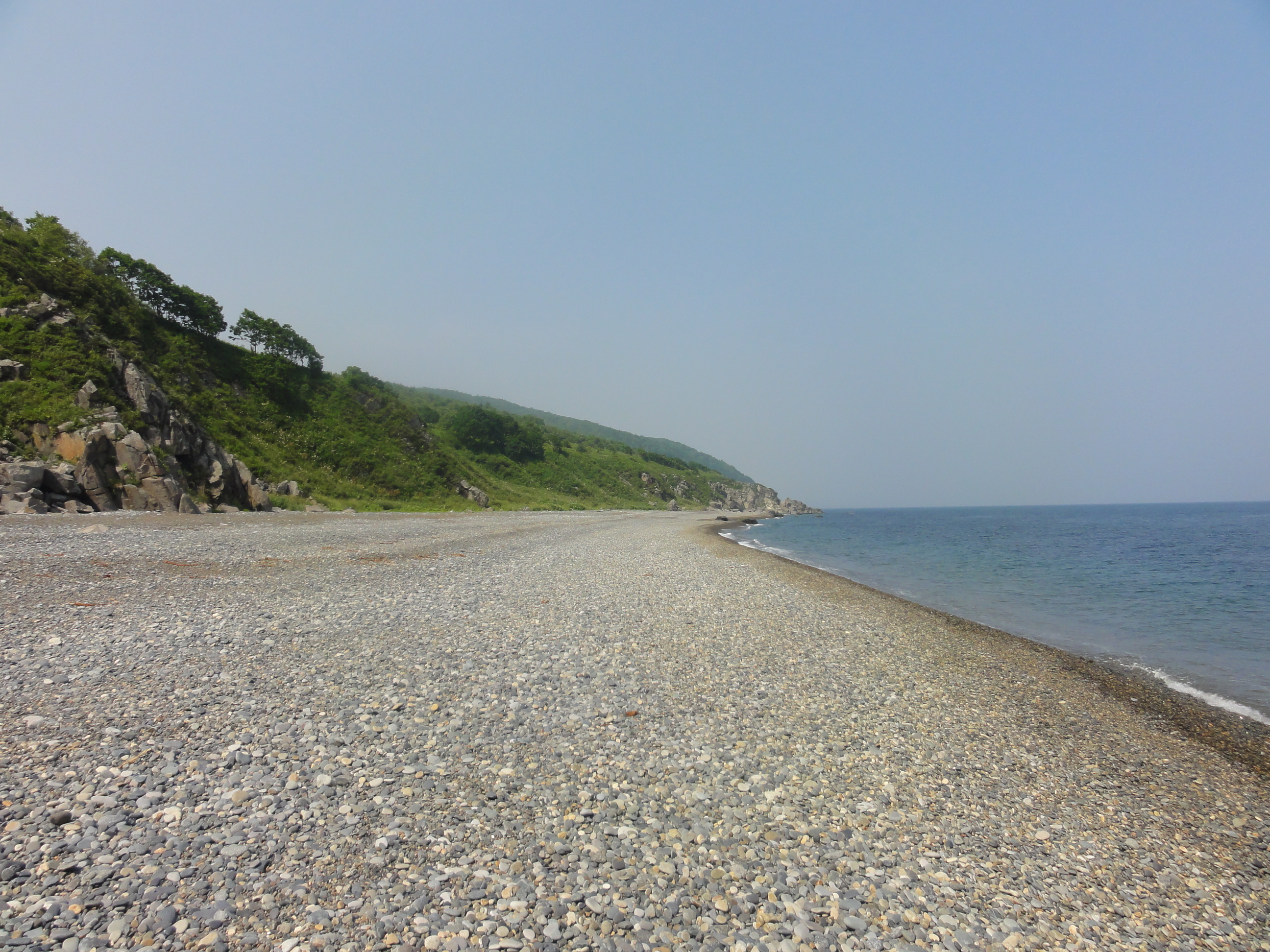
Побережье Тернейского р-на между п. Светлая и с. Единка

На территории Тернейского района находится самая северная и самая восточная точки Приморья. Большая часть района покрыта лесами, на территории располагается Сихотэ-Алинский заповедник.

### Климат
Тернейский район приравнен к районам Крайнего Севера.
Климат района — один из самых неблагоприятных в крае. Хотя зима здесь теплее, чем в центральных районах Приморья, лето — самое прохладное в крае из-за холодного Приморского течения.
Природные ресурсы
На территории района имеются подтвержденные запасы золота. Ведётся его добыча на месторождениях Салют и Приморское.

## История
В мае 1932 года в соответствии с постановлением президиума Дальневосточного Крайисполкома от 19 апреля 1932 года из южной части Советского района был образован Тернейский район с центром в селе Терней-Морозовское (с 1938 года — посёлок Терней).

## Население
| 1933    | 1939    | 1959    | 1970    | 1979    | 1989    | 1990    | 1992    | 1995    | 1997    |
| ------- | ------- | ------- | ------- | ------- | ------- | ------- | ------- | ------- | ------- |
| 28 700  | ↘16 452 | ↘12 192 | ↘9029   | ↗11 658 | ↗15 273 | ↗16 200 | ↘15 700 | ↘15 600 | ↘14 808 |
| 2000    | 2002    | 2003    | 2004    | 2005    | 2006    | 2008    | 2009    | 2010    | 2011    |
| ↗14 900 | ↘14 487 | ↘14 342 | ↘14 199 | ↘14 144 | ↘14 117 | ↗14 200 | ↘14 000 | ↘12 468 | ↘12 416 |
| 2012    | 2013    | 2014    | 2015    | 2016    | 2017    | 2018    | 2019    | 2020    | 2021    |
| ↘12 068 | ↘11 985 | ↘11 796 | ↘11 633 | ↘11 576 | ↘11 388 | ↘11 149 | ↘10 818 | ↘10 524 | ↘10 144 |
| 2022    | 2023    | 2024    |         |         |         |         |         |         |         |
| ↘10 070 | ↘9876   | ↘9728   |         |         |         |         |         |         |         |

Плотность населения составляет 0.35 чел./км² — минимальная в Приморском крае. В районе находится самый северный населённый пункт края — удэгейское село Агзу.

### Урбанизация
Городское население (посёлки городского типа Пластун, Светлая и Терней) составляет 81,17 % от всего населения района.

## Населённые пункты
В Тернейском районе (муниципальном округе) 11 населённых пунктов, в том числе 3 городских населённых пункта (посёлка городского типа) и 8 сельских населённых пунктов (сёл).
| №  | Населённый пункт | Тип  | Население | Бывшее муниципальное образование    |
| -- | ---------------- | ---- | --------- | ----------------------------------- |
| 1  | Пластун          | пгт  | ↘4656     | Пластунское городское поселение     |
| 2  | Светлая          | пгт  | ↘446      | городское поселение Светлое         |
| 3  | Терней           | пгт  | ↘2794     | Тернейское городское поселение      |
| 4  | Агзу             | село | ↘149      | Удэгейское сельское поселение       |
| 5  | Амгу             | село | ↘695      | Амгунское сельское поселение        |
| 6  | Единка           | село | ↘17       | Единкинское сельское поселение      |
| 7  | Максимовка       | село | ↘154      | Максимовское сельское поселение     |
| 8  | Малая Кема       | село | ↘478      | Кемское сельское поселение          |
| 9  | Перетычиха       | село | ↘235      | Единкинское сельское поселение      |
| 10 | Самарга          | село | ↘183      | Самаргинское сельское поселение     |
| 11 | Усть-Соболевка   | село | ↘199      | Усть-Соболевское сельское поселение |

### Упразднённые населённые пункты
- Артёмово, на реке Серебрянка выше Тернея
- Великая Кема
- Кузнецово, севернее Усть-Соболевки
- Унты, между Самаргой и Агзу

## Муниципальное устройство
В рамках организации местного самоуправления в границах района функционирует Тернейский муниципальный округ (с 2004 до 2020 гг. — Тернейский муниципальный район).
С августа 2004 до марта 2020 гг. в существовавший в этот период Тернейский муниципальный район входили 10 муниципальных образований, в том числе 3 городских поселения и 7 сельских поселений:
| №        | Муниципальное образование | Административный центр | Количество населённых пунктов | Население (чел.) | Площадь (км²) |
| -------- | ------------------------- | ---------------------- | ----------------------------- | ---------------- | ------------- |
| 1e-06    | Городские поселения       |                        |                               |                  |               |
| 1        | Светлое                   | пгт Светлая            | 1                             | 537              | 3,78          |
| 2        | Пластунское               | пгт Пластун            | 1                             | 4791             | 12,06         |
| 3        | Тернейское                | пгт Терней             | 1                             | 3139             | 23,91         |
| 3.000002 | Сельские поселения        |                        |                               |                  |               |
| 4        | Амгунское                 | село Амгу              | 1                             | 695              | 10,98         |
| 5        | Единкинское               | село Перетычиха        | 2                             | 199              | 10,62         |
| 6        | Кемское                   | село Малая Кема        | 1                             | 478              | 17,96         |
| 7        | Максимовское              | село Максимовка        | 1                             | 154              | 0,58          |
| 8        | Самаргинское              | село Самарга           | 1                             | 183              | 26,45         |
| 9        | Удэгейское                | село Агзу              | 1                             | 149              | 14,26         |
| 10       | Усть-Соболевское          | село Усть-Соболевка    | 1                             | 199              | 14,26         |

В марте 2020 года все поселения были упразднены и вместе со всем муниципальным районом преобразованы путём их объединения в муниципальный округ.

## Экономика
Основная промышленность района — лесозаготовительная и лесоперерабатывающая.
В районе расположены источники минеральных вод «Амгинское» и «Тёплый ключ».

## Туризм
Район обладает значительным туристическим потенциалом. Имеется много интересных природных объектов, несмотря на свою труднодоступность, привлекающих туристов со всего Приморского края. К наиболее известным можно отнести водопады на р. Амгу, источники минеральных вод Амгинское и Тёплый Ключ, порожистая река Кема, привлекающая туристов-водников. В районе имеется несколько горных хребтов, превышающих 1700 м, Озёрное плато с высокогорными озёрами, озёра Сатурн, Узловое и Орлиное Гнездо, живописное морское побережье. Духово, Джигит, Благодатное, Тавайза — места летнего отдыха на побережье.